# @ Meh
@ MEH — песня американского рэпера Playboi Carti. Она должна была стать первым синглом со второго студийного альбома Whole Lotta Red, однако была удалена из финального трек-листа. Она была выпущена 16 апреля 2020 года.

## История
14 апреля 2020 года Carti выложил обложку сингла в социальных сетях. 15 апреля часть песни была слита в сеть. 16 апреля она была выпущена официально.

## Музыкальное видео
Видео вышло в один день с синглом. В нём Playboi Carti находится в тёмном помещении с синим фоном. Видео было снято Ником Уокером.

## Чарты
| Чарт (2020)                                           | Высшая позиция |
| ----------------------------------------------------- | -------------- |
| Ö3 Austria Top 40                                     | 68             |
| Canadian Hot 100                                      | 27             |
| Eesti Tipp-40                                         | 16             |
| Syndicat national de l'édition phonographique         | 197            |
| IFPI Greece                                           | 41             |
| Irish Singles Chart                                   | 32             |
| AGATA                                                 | 25             |
| Recorded Music NZ                                     | 34             |
| Associação Fonográfica Portuguesa                     | 74             |
| Official Singles Chart                                | 51             |
| International Federation of the Phonographic Industry | 55             |
| Billboard Hot 100                                     | 35             |
| Schweizer Hitparade                                   | 53             |